# 1177년

## 연호
- 남송(南宋) 순희(淳熙) 4년
- 금(金) 대정(大定) 17년
- 일본(日本) 안겐(安元) 3년 / 지쇼(治承) 원년
- 서하(西夏) 건우(乾祐) 8년
- 리 왕조(李朝) 찐푸(貞符) 2년

## 기년
- 남송(南宋) 효종(孝宗) 15년
- 금(金) 세종(世宗) 17년
- 고려(高麗) 명종(明宗) 7년
- 서하(西夏) 인종(仁宗) 38년
- 리 왕조(李朝) 고종(高宗) 2년

## 사망
- 고려의 무신 경진
- 고려의 반란자 손청(孫淸)